# Lego City Undercover
Lego City: Undercover é um jogo eletrônico de ação-aventura de estilo mundo aberto, lançado para o Wii U em 18 de março de 2013 na América e 28 de março de 2013 na Europa. O jogo foi desenvolvido pela TT Fusion, subsidiária da TT Games e publicado pela Nintendo. Foi anunciado a sua conversão para Nintendo Switch, PlayStation 4, Windows e Xbox One com lançamento para 2017.

## Jogabilidade
Tomando lugar em uma vasta LEGO City, os jogadores podem jogar como o policial secreto Chase McCain em sua caça a bandidos. Chase tem vários movimentos a sua disposição, como balançar sobre postes e realizar saltos de parede. Ele também pode ganhar disfarces que dão a ele habilidades adicionais, como um disfarce de ladrão que permite-o quebrar fechaduras. Chase pode também pilotar veiculos como carros e helicópteros e usar blocos de lego perdidos para construir objetos variados. O Wii U GamePad também tem varios usos, como um scanner para localizar criminosos.
São necessárias entre 40 à 50 horas para se terminar o jogo no Xbox One é possivel jogar multiplayer.

## Recepção
Depois de seu anúncio, o jogo foi varias vezes comparado a série Grand Theft Auto. Inicialmente, as analises foram geralmente positivas, com elogios ao humor e  o design, mas criticas gerais ao grande tempo de carregamento e a falta de multiplayer cooperativo, o que era um elemento comum nos jogos Lego anteriores.
O site IGN avaliou o jogo com a nota 8.0 de um total de 10, dizendo que "LEGO City Undercover traz a obsessão de pegar colecionáveis para um mapa de mundo aberto ao estilo GTA, mas com algumas falhas durante o percurso.",enquanto o site GameSpot também deu a nota 8.0 de 10 destacando os principais pontos positivos como: "Narrativa espirituosa e personagens que mantém você rindo ao longo do jogo; A atração das peças de Lego e os colecionáveis é difícil de resistir; Missões infinitamente variadas e divertidas e os quebra-cabeças; Os diferentes disfarces contribuem para muita diversidade; Grande uso do GamePad." e os principais pontos negativos como: "Pulos inconsistentes; Combate insatisfatório; Tempos de carregamento excepcionalmente longos."
O site americano Kotaku avaliou o jogo positivamente, dizendo que "O que a TT Fusion e Nintendo construíram aqui, felizmente, é uma coisa altaneira, esparramada e boa. É encantador e alegre. [...] Adicione-o à curta lista de jogos "preciso-ter" do Wii U, perto de ZombiU, Nintendo Land e Little Inferno".